# Шахтинский район
Шахтинский район Шахтинского округа — административно-территориальная единица, существовавшая в РСФСР с 1926 по 1930 годы.

## История
Шахтинский район входил в Шахтинский (с осени 1925 — Шахтинско-Донецкий) округ, который с 1924 года входил в Юго-Восточную область РСФСР.
30 июля 1930 Шахтинско-Донецкий округ, как и большинство остальных округов СССР, был упразднён. Его районы отошли в прямое подчинение Северо-Кавказского края.
10 января 1934 из Северо-Кавказского края был выделен Азово-Черноморский край.